# Hervé-Marcel Mouneyrès
Hervé-Marcel Mouneyrès, né à Toulon le 30 janvier 1899 et disparu au-dessus de l'Atlantique Sud dans la nuit du 5 au 6 mai 1927, est un officier de marine et pilote de l'aéronautique navale française.

## Biographie
Il entre à l’École navale en avril 1918 et en sort enseigne de vaisseau de 2e classe en octobre 1919. Il sert en 1921 sur le croiseur cuirassé Waldeck-Rousseau à la division du Levant et est nommé enseigne de vaisseau de 1re classe en octobre 1921 avant de passer dans l'aéronautique navale.
Élève pilote aux centres d'aviation maritime de Berre et de Saint-Raphaël, il y est victime d'un grave accident.
Breveté pilote de dirigeable en juillet 1922 puis pilote d'hydravion et de chasse, il sert en 1923 au centre d'aérostation de Cuers-Pierrefeu puis devient chef de section de l'escadrille C 10 à Saint-Raphaël (1924). Second de l'escadrille 7 C 3 au Palyvestre (1925), il est nommé chef de section à l'escadrille 5 B 2 et part avec celle-ci, en septembre 1925, au Maroc. Il participe alors très activement aux opérations aériennes de la guerre du Rif et fait de décembre 1925 à août 1926 de très nombreuses missions de reconnaissance et de bombardement qui lui apportent une citation à l'ordre de l'armée et deux témoignages de satisfaction.
Lieutenant de vaisseau (janvier 1927), chef de l’École de perfectionnement des pilotes à Saint-Raphaël, il part sur un Farman Goliath dans une liaison aérienne France-Brésil-Argentine mais disparaît au-dessus de l'Atlantique Sud dans la nuit du 5 au 6 mai 1927.
Stimulé par les réussites de l'Espagnol Ramón Franco (le frère du futur Caudillo) et de l'Italien Francesco De Pinedo qui viennent de traverser l'Atlantique Sud, il décide de tenter l'aventure transatlantique. Il songe d'abord à effectuer un raid New York-Paris. Puis il fait la connaissance du capitaine Pierre de Saint Roman, ancien pilote de chasse, qui penche plutôt pour l'Atlantique Sud. Il obtient de la société Farman le prêt d'un Goliath Marine. Le 16 avril 1927, les deux officiers décollent de Berre pour le Maroc et parviennent à Casablanca après avoir subi une violente tempête. Ils décident alors de remplacer les flotteurs par un train d'atterrissage à roues pour réduire la consommation d'essence, jugée excessive. Ils repartent ensuite pour Agadir et Saint-Louis-du-Sénégal. Le 5 mai, Mouneyrès, Saint-Roman et leur mécanicien Petit décollent à destination de Pernambouc (de nos jours, Recife) au Brésil. On n'aura plus jamais de leurs nouvelles. Un mois et demi plus tard, des pêcheurs de Bahia retrouvent quelques débris de l'appareil. Sans doute les pilotes ont-ils été forcés d'amerrir à court d'essence, et faute de flotteurs, ils ont coulé à proximité du but.